# Géres
Géres (románul Ghirișa) falu Romániában, Szatmár megyében.

## Fekvése
Szatmár megye déli részén, Krasznabéltektől északnyugatra található.

## Története
Géres neve a korabeli írásokban1367-ben tűnik fel először Géresi Péter nevében, Gyres néven. A település eredetileg királyi birtok volt, a daróci uradalom része, melyet Zsigmond király eladományozott.
1420-ban mint a Csákyak, Csáky István birtoka volt feltüntetve.
1475-ben Geroz, 1489-ben Gyeres -ként írták nevét.
A 14. században és a 15. században a falu a királydaróczi uradalom-hoz tartozott, s a Csáky család birtoka volt.
A 16. században a királyi kincstár foglalta le.
1592-ben az erdődi uradalommal a szatmári várhoz, a szatmári uradalomhoz tartozott.
1634-1642-ben a daróczi uradalom lajstromaiban fordul elő, s ekkor is a szatmári várhoz tartozott, majd később a
Bethlen család birtoka lett, s Zoltán Józsa vette meg Bethlen Gábortól 800 tallérért.
Az 1700-as években többen is szereztek itt birtokot.
A szatmári béke után gróf Károlyi Sándor kapta meg Gérest is, majd a későbbiekben birtokosok voltak itt a Rácz, Ottlik,
Balogh és Kölcsey családok is, és ők maradtak urai a 19. században is.

## Nevezetességek
- Református templom – 1803-ban épült.